# Hillia (djur)
Hillia är ett släkte av fjärilar som beskrevs av Augustus Radcliffe Grote 1883. Hillia ingår i familjen nattflyn, Noctuidae.

## Dottertaxa tillHillia, i alfabetisk ordning[1][2]
- Hillia acronyctina Köhler, 1952
- Nordligt videfly, Hillia iris Zetterstedt, 1839
- Hillia maida Dyar, 1904